# 通川郡 (陝西省)
通川郡（つうせん-ぐん）は、中国にかつて存在した郡。南北朝時代から隋初にかけて、現在の陝西省銅川市一帯に設置された。
西魏により設置された北地郡を前身とする。北地郡は北雍州に属した。554年（廃帝3年）、北地郡は通川郡と改められた。北雍州は宜州と改称され、通川郡はそのまま宜州に属した。583年（開皇3年）、隋が郡制を廃すると、通川郡は廃止されて、宜州に編入された。

## 下部行政区画
- 泥陽県
- 土門県